# Francis Frederick
Pour les articles homonymes, voir Frederick.
Francis Frederick, né le 28 février 1907 à Alameda (Californie) et mort le 2 mai 1968 à Berkeley (Californie), est un rameur d'aviron américain.

## Palmarès

### Jeux olympiques
- Amsterdam 1928
  -  Médaille d'or en huit[1].